# منتخب ليتوانيا لكرة القاعدة
منتخب ليتوانيا لكرة القاعدة (بالليتوانية: Lietuvos vyrų beisbolo rinktinė)‏ هو ممثل ليتوانيا الرسمي في المنافسات الدولية في كرة القاعدة
.